# 稲橋村
稲橋村（いなはしむら）は、愛知県北設楽郡にかつて存在した村。現在の豊田市北東部に該当する。
旧・東加茂郡稲武町の東部（名倉川東岸）であり、北は岐阜県、東は長野県に接する。

## 歴史
- 江戸時代末期、この地域は天領、挙母藩領であった。
- 1878年（明治11年）7月22日 - 郡区町村編制法が施行。設楽郡は北設楽郡と南設楽郡に分割される。
- 1889年（明治22年）10月1日 - 稲橋村、中当村、野入村、夏焼村、大野瀬村、押山村が合併し、稲橋村となる。
- 1940年（昭和15年）5月10日 - 稲橋村と武節村が合併し町制施行。稲武町となる。

## 神社・仏閣
- 神明神社
- 八幡神社
- 中当神社